# Ust´-Tałowka
Ust´-Tałowka (ros. Усть-Таловка) – wieś (sieło) w Rosji, w Kraju Ałtajskim, w rejonie kurjinskim. W 2010 liczyła 964 mieszkańców.